# Ganges
Ganges (sanskrit Ganga) är en 2 506 kilometer lång flod i norra Indien, ansedd som en av hinduismens heliga floder. Ganges är Indiens huvudflod.
Ganges längd utgör omkring 2 506 kilometer, dess avrinningsområde omkring 952 000 kvadratkilometer 
(Brahmaputras endast 670 000 kvadratkilometer). De viktigaste av dess bifloder (av vilka 12 är större än Rhen) är till höger Kali, Yamuna, som med Ganges bildar Doab, "tvåflodslandet", längre ned Son, på Gangesslätten, och i deltat Damodar (biflod i Sundarban); till vänster Ram-Ganga, Gumti, Gogra, Gandak, Kosi och Mahananda. Strandlandskapen är täckta med yppig subtropisk vegetation. Redan i forntiden sökte man genom kanaler och brunnar utbreda flodens välsignelse. Det största företaget för detta ändamål är den av britterna 1854 fullbordade Gangeskanalen.
Ganges är hinduismens heligaste flod. Dess vatten anses rena från synder och förläna evig salighet. Floden är därför ett mål för otaliga vallfarter, i synnerhet dess övre lopp och de ställen, där någon biflod förenar sig med densamma, först och främst Allahabad, där Yamuna faller in i Ganges. En hinduisk begravning går till så att kroppen bränns och askan strös ut i floden. Ganga är i hinduisk, indisk mytologi Ganges skyddsgudinna.

## Sträckning
Floden har sin källa i Gangotriglaciären i Garhwal på södra sidan av Himalaya, i norra delen av delstaten Uttar Pradesh. Där uppstår den av två källfloder, den västligare Bhagirathi (vilken upprinner från en väldig glaciärport, på 4 205 meters höjd, strax ovan Gangotri, och till skillnad från grannfloden Alaknanda inga bergbäckar) och den östligare och betydligt vattenrikare Alaknanda, vilka mottar en mängd smärre bergbäckar och förenar sig på 600 meters höjd vid Deoprag i nordvästra Indien, varefter floden får namnet Ganges.
Vid Hardwar (320 meter över havet) inträder floden på den hindustanska slätten, genomströmmar denna med obetydligt fall i sydostlig riktning. Mellan Hardwar och Kanpur finns den stora Gangeskanalen på höger sida om floden. Vid Rajmahal vänder sig floden mot söder och inträder i Bengalens lågland för att cirka 200 kilometer från mynningen förena sig med Brahmaputra och bilda det största deltaland på jorden (7 700 kvadratkilometer), innan vattnet når Bengaliska viken. Huvudmassan av floden fortsätter under namnet Padda (Padma) i sydvästlig riktning och förenar sig vid Goalanda med Brahmaputra, och kallas därefter Meghna. Av de övriga armarna är Bhagirathi den största, som efter föreningen med flodarmen Jalungi kallas Hugli. Denna gör det möjligt för havsgående skepp att komma till Kolkata (Calcutta).
Den är segelbar för oceanfartyg 160 kilometer och bildar nedanför Calcutta en bred, trattformig mynning. Det mellan dessa flodarmar liggande låglandet, Sundarbans, utgör en labyrint av saltvattensträsk, floder, kanaler och vikar mellan hastigt uppstående och lika snart försvinnande slam- och sandöar. Den norra, högre belägna delen av deltat är däremot en av de bördigaste och tätast befolkade trakter på jorden. Ganges för med sig en utomordentligt stor mängd fasta beståndsdelar (årligen omkring 200 miljoner kubikmeter)[källa behövs], varigenom deltat årligen tillväxer och flodbädden förändras.
Ganges och dess bifloder, särskilt Yamuna, har använts för bevattning sedan urminnes tider.  Dammar och kanaler var vanliga på Gangesslätten sedan fyrahundratalet.  Avrinningsområdet för Ganges-Brahmaputra-Meghna har en stor vattenkraftpotential, i storleksordningen 200.000 till 250.000 megawatt, varav närmare hälften lätt kan utnyttjas. 1999 utnyttjade Indien ungefär 12% av Ganges vattenkraftpotential och bara 1% av den stora potentialen hos Brahmaputra.

## Bilder från Ganges

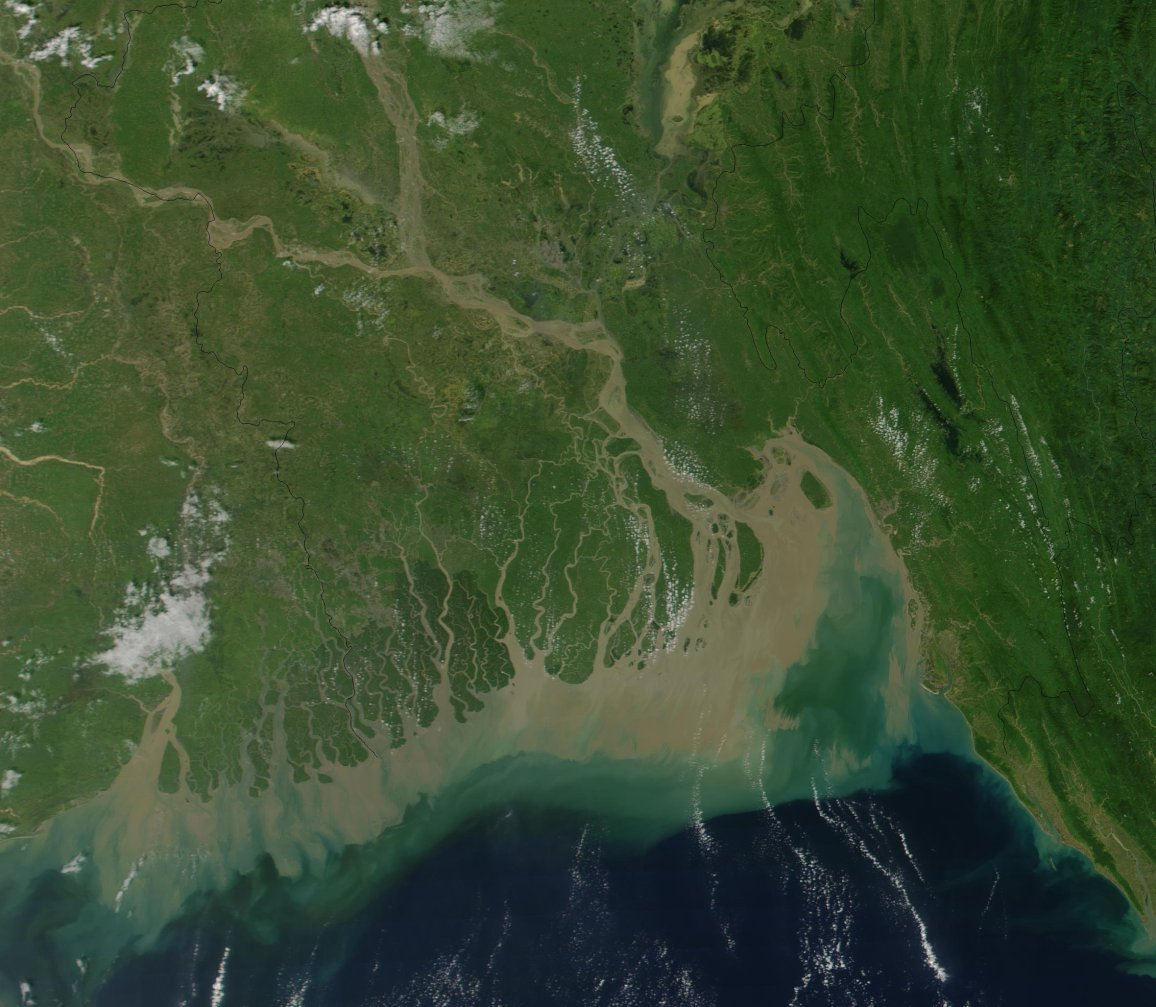
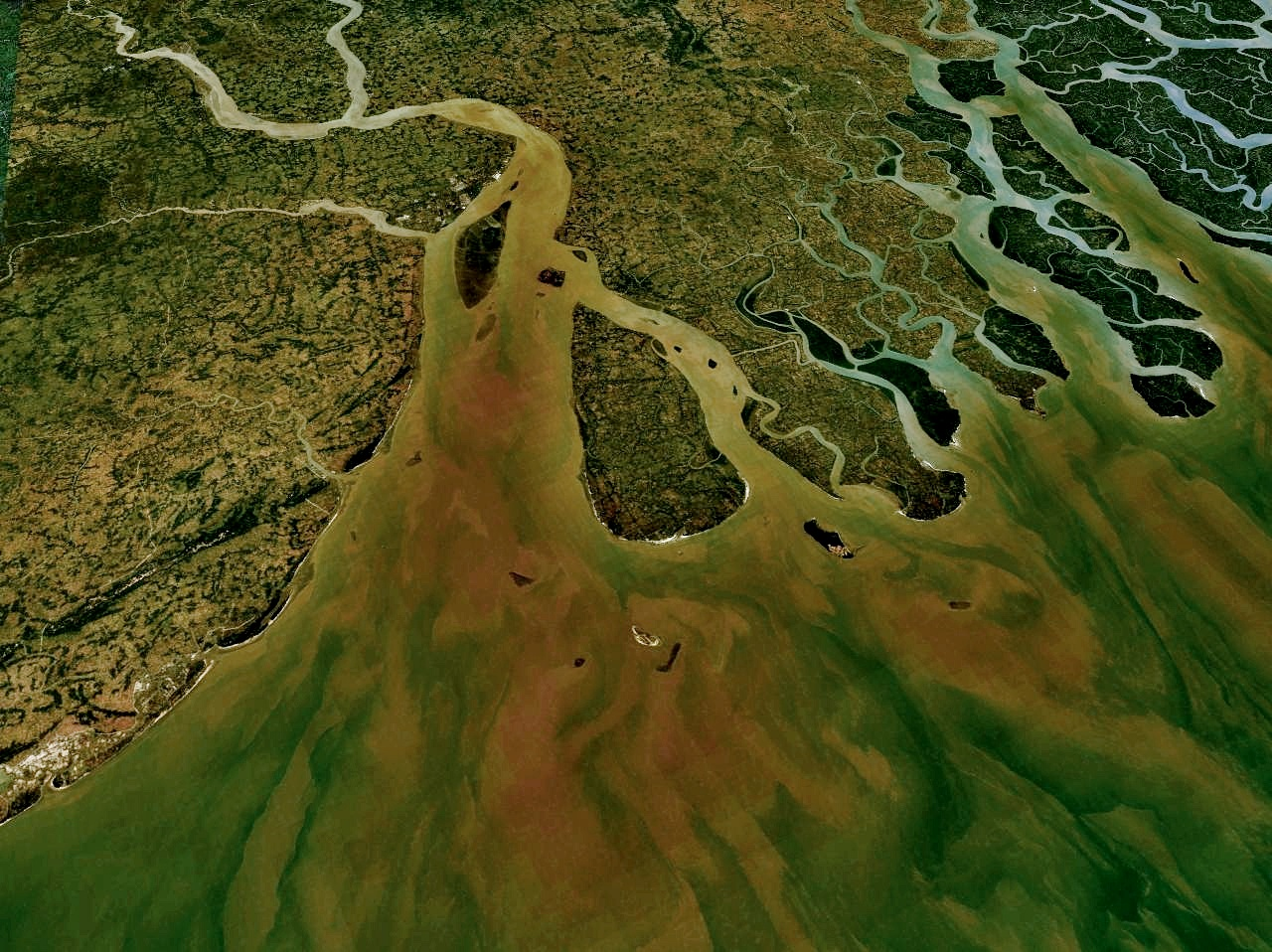
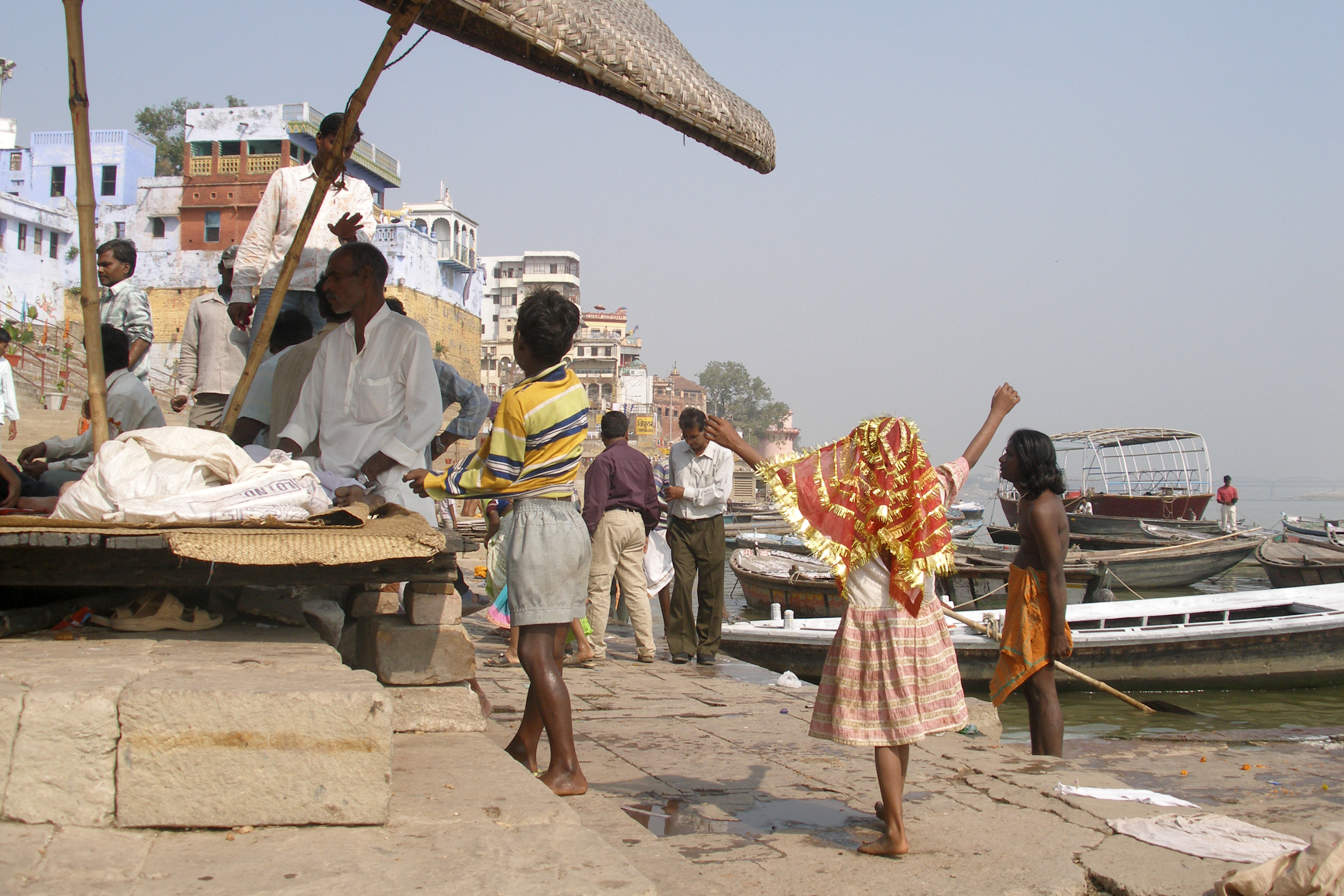
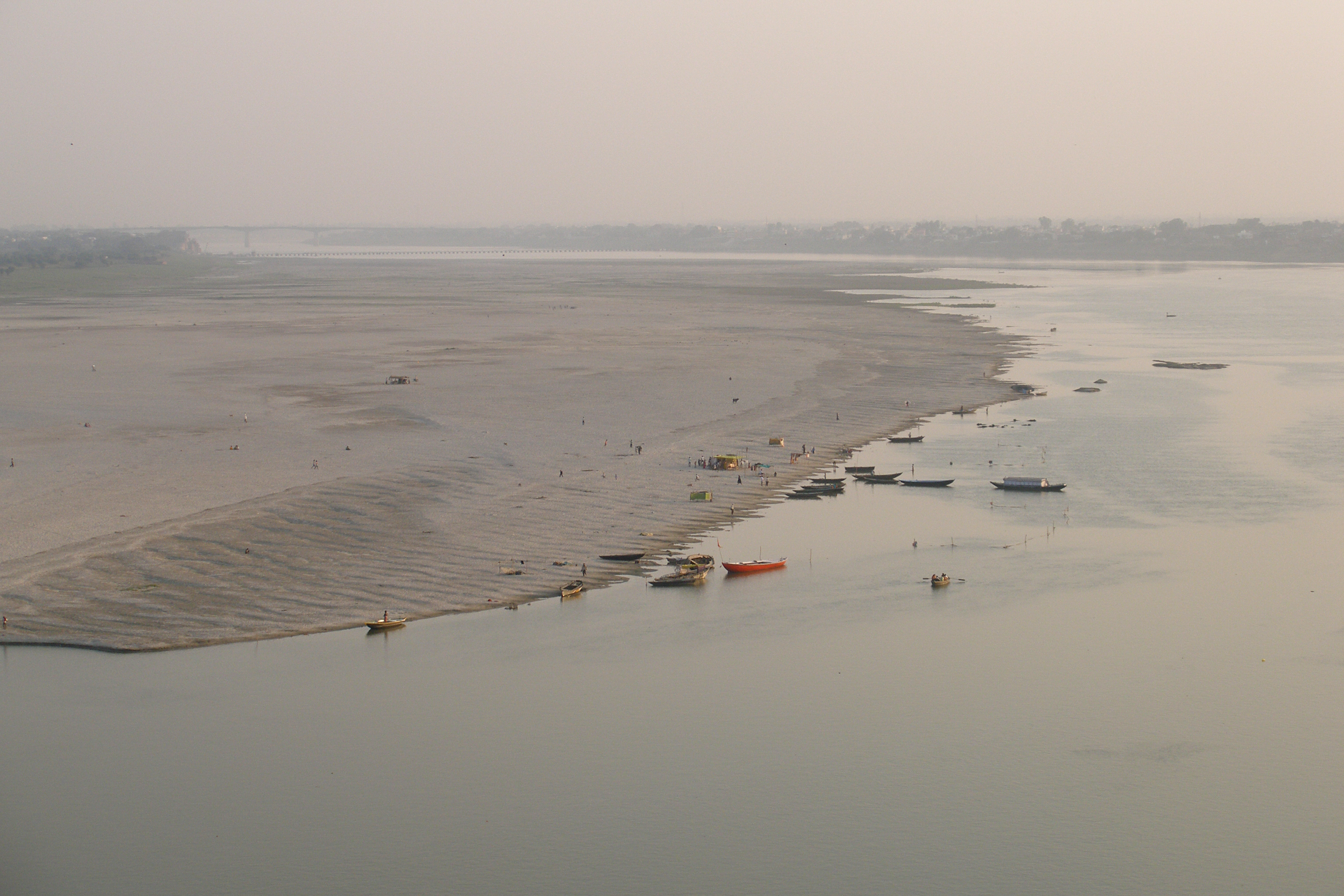
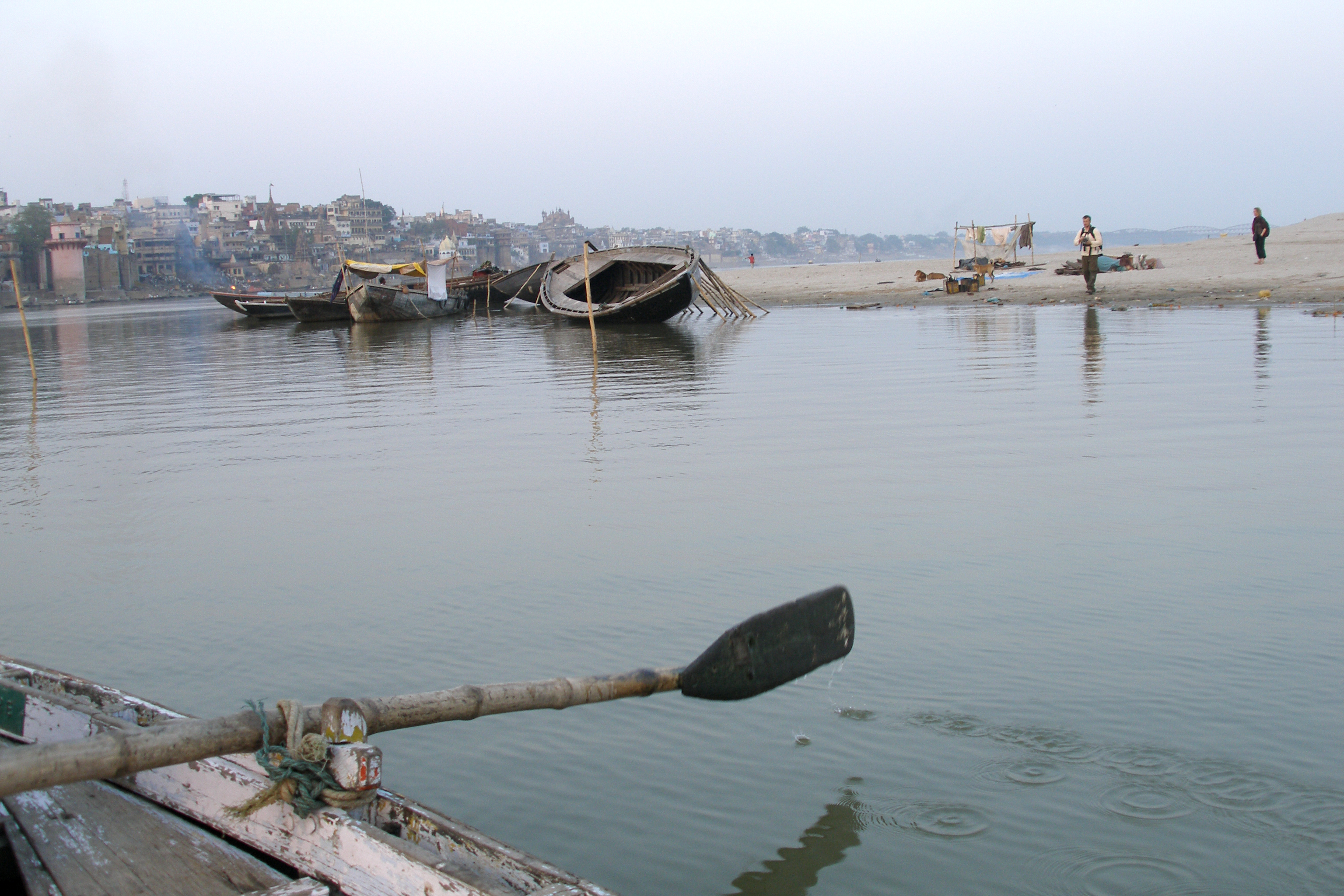
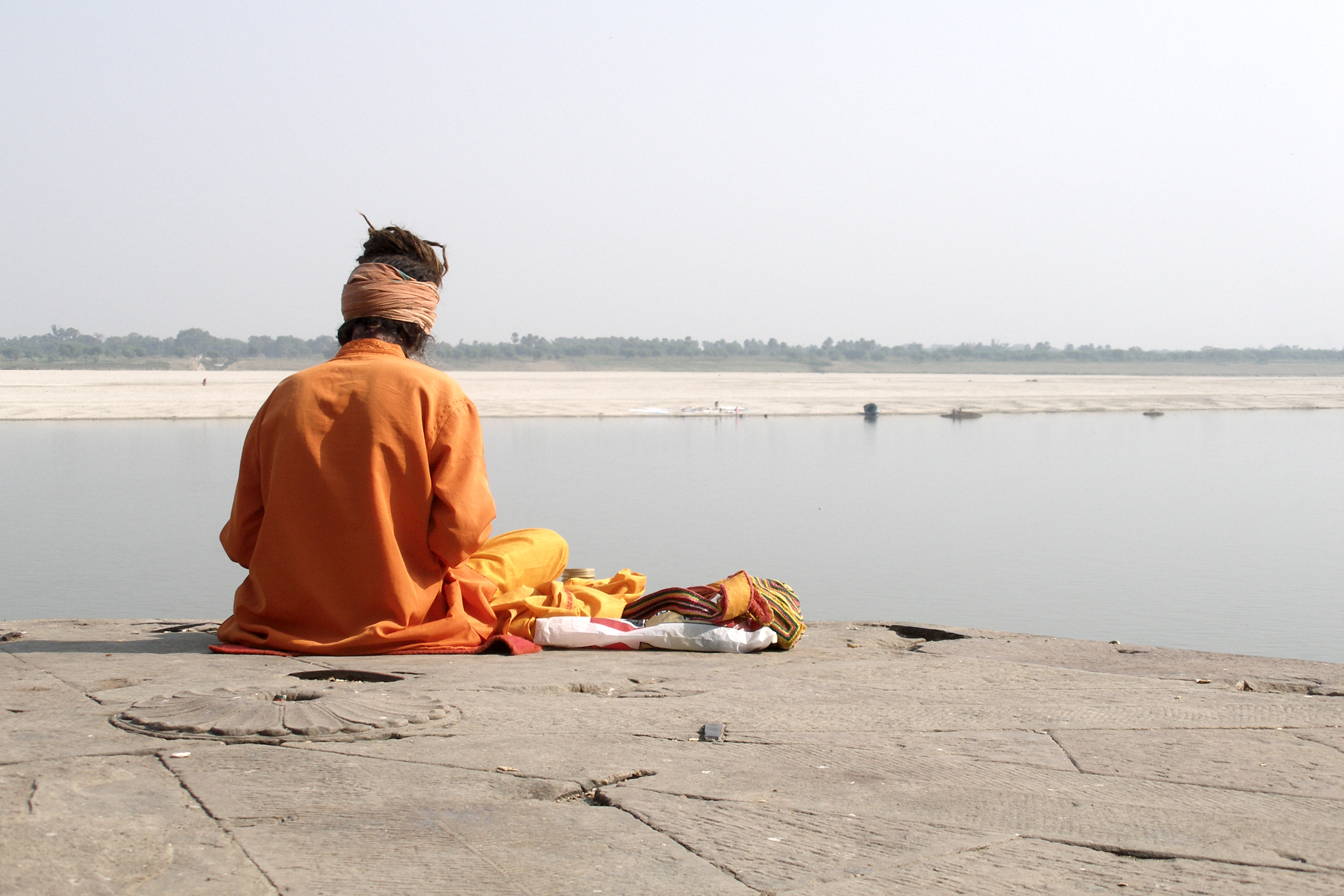
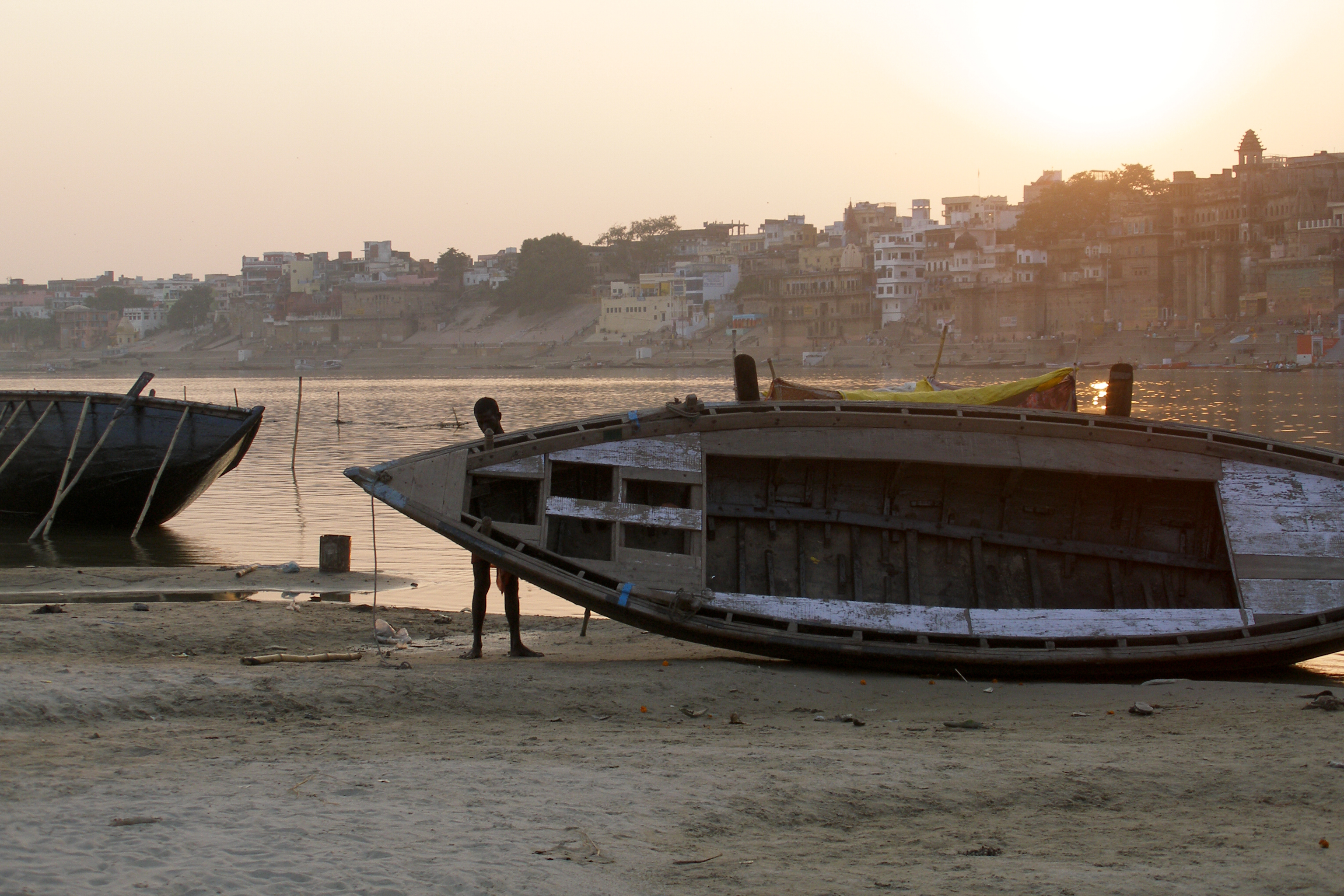
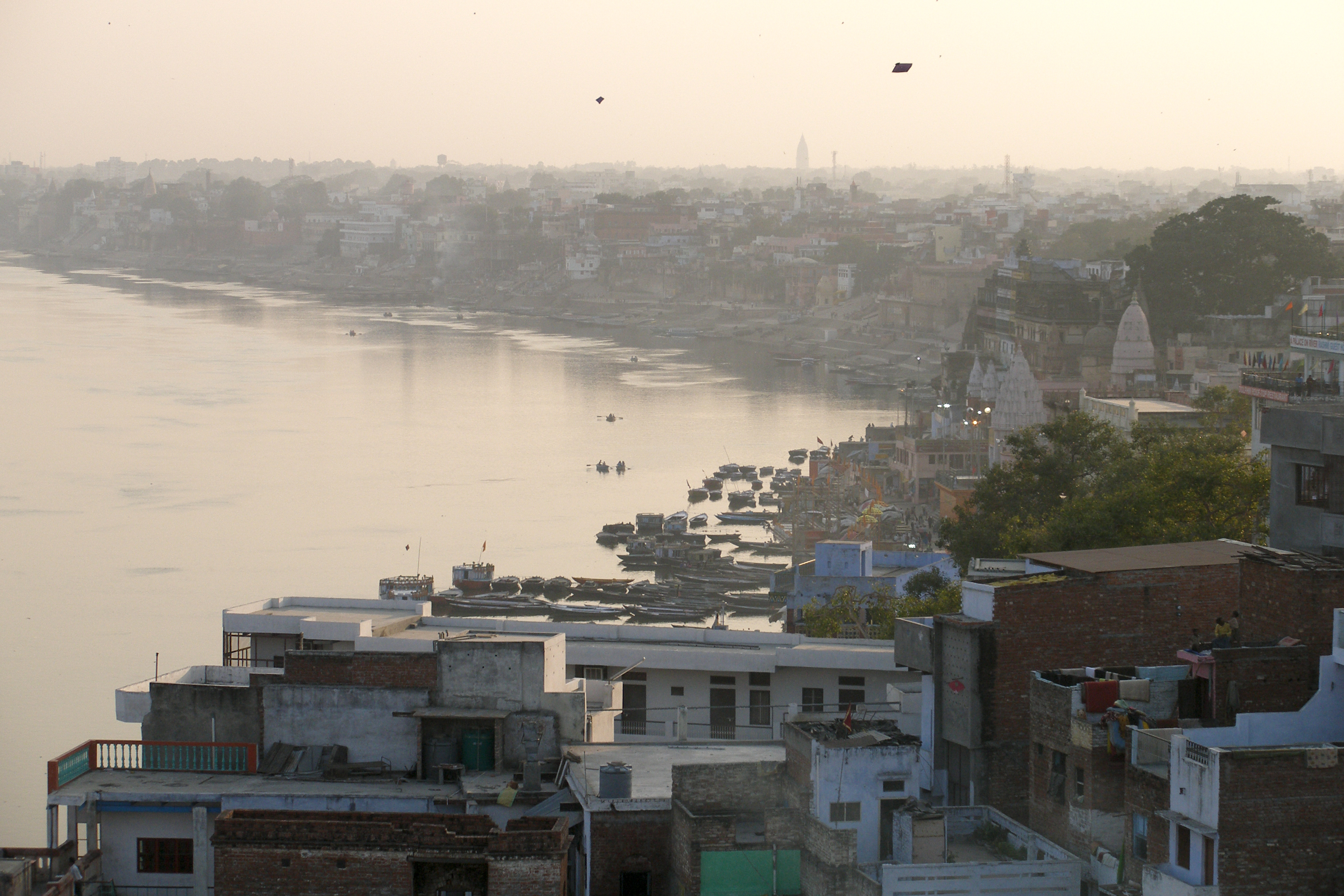
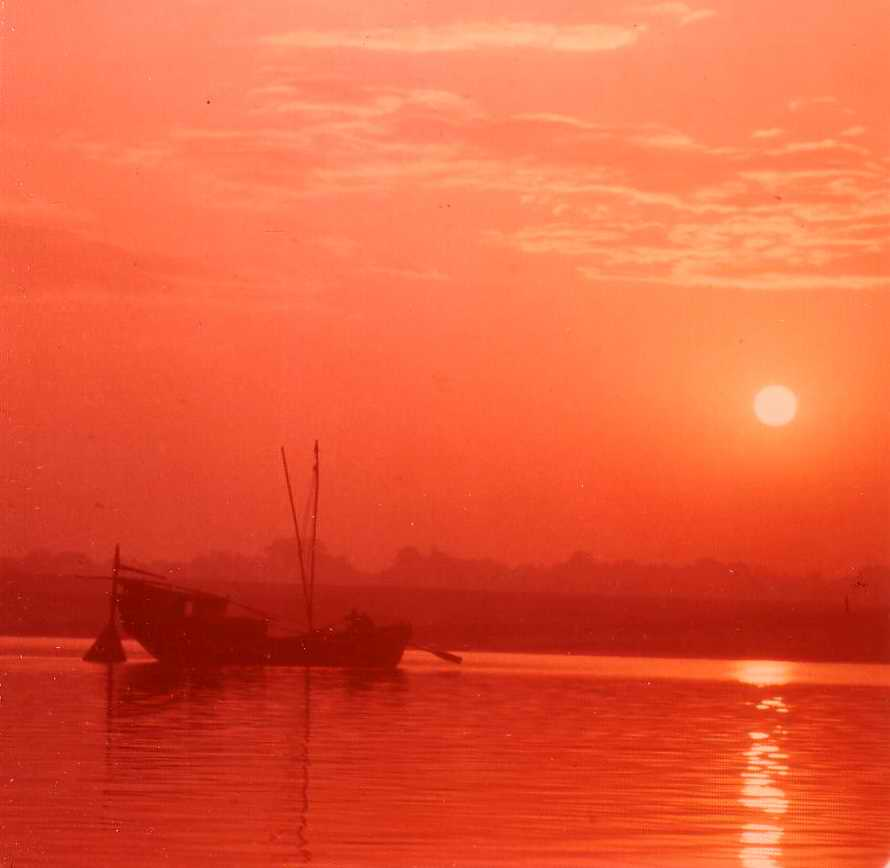
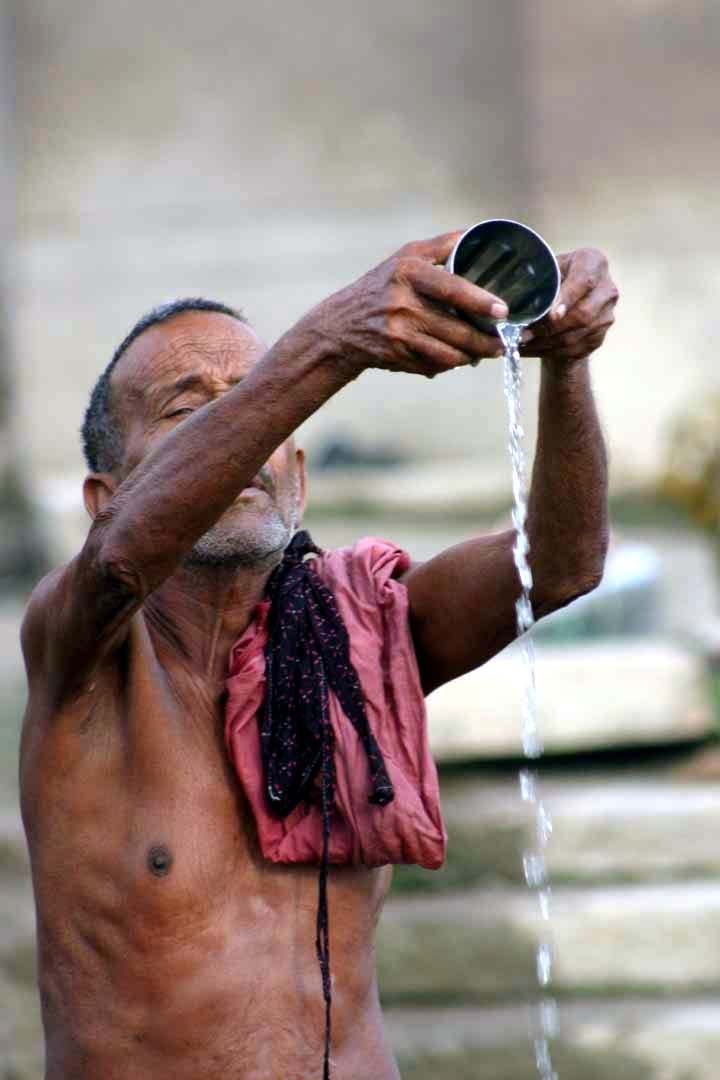
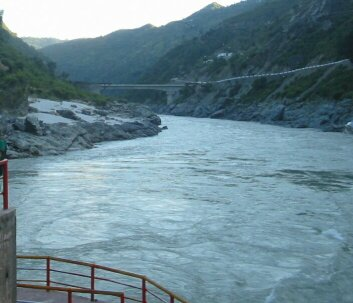
Bhagirathi flyter samman med Alaknanda (till höger) vid Devprayag
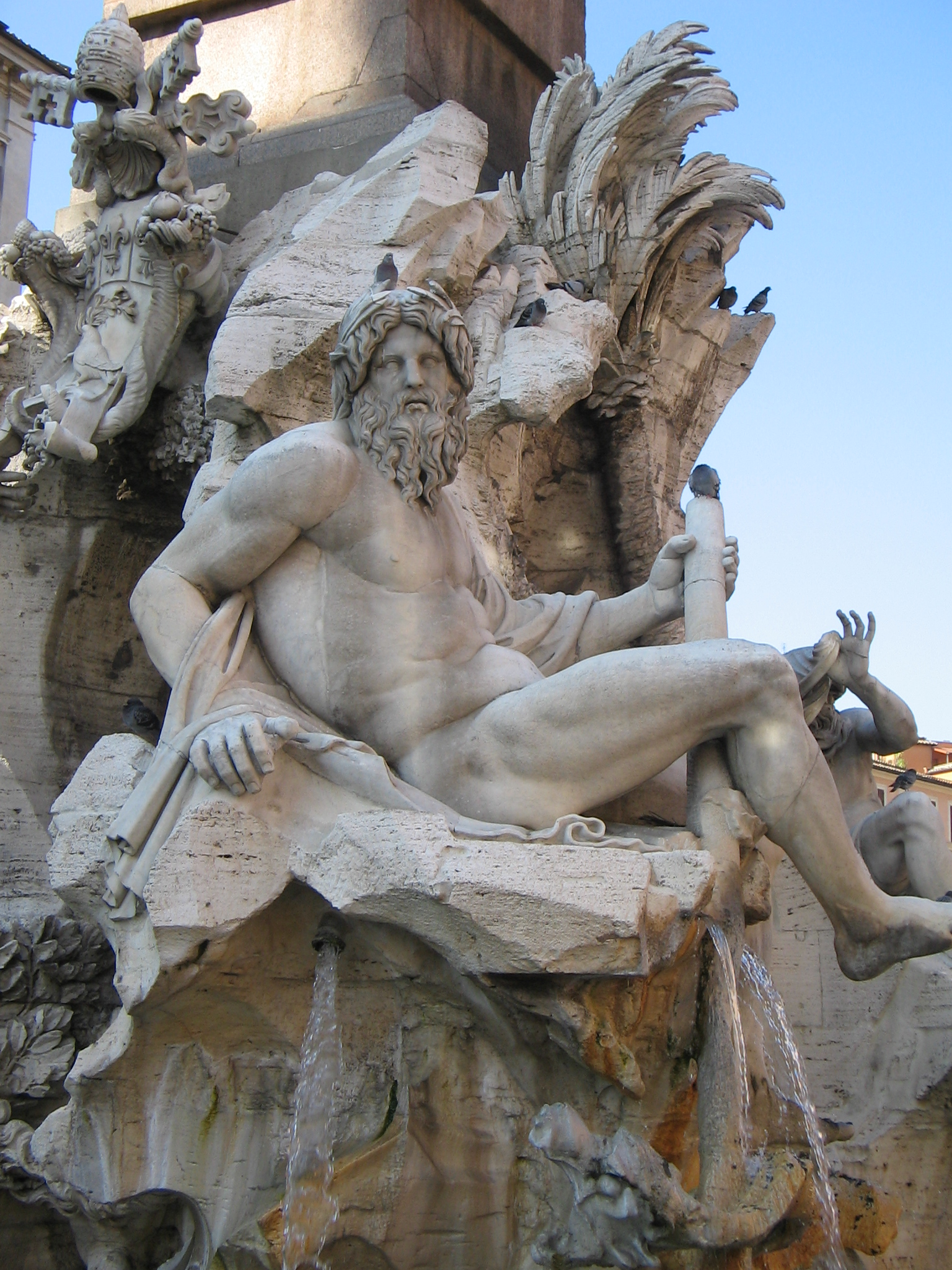
Flodguden Ganges skulpterad av G. Bernini på Fontana dei Quattro Fiumi, Rom